# ベヒシュタインホオヒゲコウモリ
ベヒシュタインホオヒゲコウモリ (Myotis bechsteinii) は、哺乳綱コウモリ目（翼手目）ヒナコウモリ科ホオヒゲコウモリ属に分類されるコウモリ。

## 分布
アゼルバイジャン、アフガニスタン、アルバニア、アンゴラ、イギリス南部（ジブラルタル含む）、イタリア（シチリア島含む）、イラン、ウクライナ西部、オーストリア、オランダ、ギリシャ、グルジア、クロアチア、サンマリノ、スイス、スウェーデン南部、スペイン、スロベニア、セルビア、チェコ共和国、デンマーク、ドイツ、トルコ、ハンガリー、フランス（コルシカ島含む）、ベラルーシ、ベルギー、ボスニア・ヘルツェゴビナ、ポーランド、ポルトガル、マケドニア共和国、モナコ、モルドバ、リヒテンシュタイン、ルーマニア、ロシア南西部

## 形態
前腕長3.8-4.5センチメートル。背面の毛衣は淡赤褐色や赤褐色。

## 生態
森林に生息する。樹洞内で育児を行う。

## 反響定位
このコウモリが反響定位に用いる周波数は、35-108 kHzである。61 kHz付近が最大のエネルギーで、平均持続時間は3.3ミリ秒である。

### 文献
1. 1 2 3 4 5  小原秀雄・浦本昌紀・太田英利・松井正文編著 『動物世界遺産 レッド・データ・アニマルズ1 ユーラシア、北アメリカ』、講談社、2000年、55、136頁。
2. ↑  Parsons, S. and Jones, G. (2000) 'Acoustic identification of twelve species of echolocating bat by discriminant function analysis and artificial neural networks.' J Exp Biol., 203: 2641-2656.
3. ↑  Obrist, M.K., Boesch, R. and Flückiger, P.F. (2004) 'Variability in echolocation call design of 26 Swiss bat species: Consequences, limits and options for automated field identification with a synergic pattern recognition approach.' Mammalia., 68 (4): 307-32.

### ウェブサイト
1. 1 2  
The IUCN Red List of Threatened Species
  - Hutson, A.M., Spitzenberger, F., Tsytsulina, K., Aulagnier, S., Juste, J., Karataş, A., Palmeirim, J. & Paunović, M. 2008. Myotis bechsteinii. In: IUCN 2011. IUCN Red List of Threatened Species. Version 2011.1.